# Фантух Антоніна Павлівна
Фантух Антоніна Павлівна (нар.7 грудня 1952) — тележурналістка, редактор, режисер, телеведуча, педагог. Член НСЖУ, заслужений діяч мистецтв України.

## Біографія
Народилася 7 грудня 1952 року в м. Кривий Ріг Дніпропетровської області. Закінчила Чернівецьке культурно-освітнє училище (1972, спеціальність — режисура) та Чернівецький державний університет (1981). Вся трудова і творча діяльність — Чернівецька державна телерадіокомпанія: редактор, автор і ведуча, режисер, завідувачка відділу художніх, пізнавальних та культорологічних і музичних передач, заступник генерального директора з творчих питань. Тривалий час за сумісництвом викладала предмет «Сценічна мова» в Чернівецькому училищі мистецтв імені Сидора Воробкевича.

## Мистецька діяльність
- Як автор, режисер, ведуча створила галерею портретів митців Буковини, веде мистецький літопис краю, популяризує творчість аматорів художньої самодіяльності та народного мистецтва, фольклорно-етнографічних гуртів і колективів. Впродовж 1980–1986 рр. її режисерські постановочні програми для українського телебачення «Срібний дзвіночок» та «Пісня скликає друзів» отримували високу оцінку і неодноразово заносились на «Червону дошку» УТ.
- Створила програму «Черешневий гай Алли Дутковської» — про майстриню сценічних костюмів для ансамблю «Смерічка», співаків: Софії Ротару, Назарія Яремчука, Василя Зінкевича, про витоки і творчий шлях «Смерічки», яка високо оцінена на конкурсі творчої майстерності «Професіонал України — 2004». Трилогія «Це дерево дивне й по втраті не в'яне» — про життєву і творчу долю народного артиста України Назарія Яремчука стала лауреатом У-го Всеукраїнського фестивалю «Калинові острови — 2005».
- За програму «Козацькі мотиви художніх творів Андрія Холоменюка» Антоніна Фантух, як автор, режисер і ведуча нагороджена спеціальним дипломом конкурсу «Професіонал України — 2006».

Золоту медаль і диплом за перемогу в номінації отримала програма «Вербова доля» в творах художника Рудольфа Лекалова на міжнародному телекінофорумі «Разом» (Ялта — 2007). Впродовж багатьох років була автором і ведучою популярної телевізійної програми «Даруємо пісню». Особливу популярність мають духовні програми «Будуймо храм» і «Святині Буковини» та щорічна програма до Дня незалежності України з циклу «За тебе, свята Україно!». Здійснила екранізацію вистав самодіяльних народних драматичних колективів області за творами Юрія Федьковича, Ольги Кобилянської. Співпрацює і висвітлює діяльність Чернівецького академічного муздрамтеатру ім. Ольги Кобилянської, обласної державної філармонії, музеїв та бібліотек області.

## Золотий фонд телебачення
На Всеукраїнському фестивалі «Мелодії Південного Бугу» (2006) програма «Мелодії цимбалів» Івана Кавацюка нагороджена спеціальним дипломом за найкращу авторську роботу. На міжнародному телефестивалі «Перемогли разом» (2006) програма «Пам'ять» здобула перше місце в номінації «Цих днів не змовкне слава». Золотим фондом стали програми Антоніни Фантух циклу «Палітра» — про життя і творчість народного художника України Івана Холоменюка, заслуженого художника України Ореста Криворучка, інших талановитих майстрів пензля Буковини, а також відеофільми про письменників Володимира Вознюка, Тамару Севернюк, Віру Китайгородську, Миколу Бучка, артистів Івана Дерду, Василя Данилюка, дует «Писанка». Створені програми про видатних митців України -Михайла Ткача, Степана Сабадаша, автора невмирущої «Червоної рути» Володимира Івасюка.

## Громадсько-культурна діяльність
Антоніна Фантух впродовж життя активна учасниця культурно-мистецького життя Буковини. Член обласного об'єднання Всеукраїнського товариства «Просвіта» ім. Т. Г. Шевченка. Член обласної організації «Союзу українок», неодноразовий делегат Всеукраїнських з'їздів і конференцій «союзянок», одна з організаторів акції «Рушник для Лесі Українки», проведеної спільно з Ялтинськими «союзянками» та акції «На допомогу першій українській школі ім. С. Руданського у Ялті».

## Відзнаки
- Нагороджена грамотами Держтелерадіо України, облдержадміністрації, обласної та Чернівецької міської рад, Всеукраїнського товариства «Просвіта» ім. Т. Г. Шевченка, «Союзу українок», церковними відзнаками за висвітлення духовного життя краю, грамотами управління культури облдержадміністрації.
- Член Національної спілки журналістів України.
- Заслужений діяч мистецтв України (2009).
- Номінант енциклопедичного видання «Видатні діячі культури і мистецтв Буковини» (2010).